# Herculis 2016
L'Herculis 2016 è stato la 30ª edizione del meeting di atletica leggera che si disputa con cadenza annuale a Fontvieille, quartiere del Principato di Monaco. Lo stadio all'interno del quale si è svolta la manifestazione è stato come sempre il Louis II; le gare hanno avuto inizio il 15 luglio 2016. Il meeting è stato inoltre la nona tappa del circuito IAAF Diamond League 2016.

## Programma[1]
| # | Orario | Specialità         |
| - | ------ | ------------------ |
| 1 | 19:24  | Salto in lungo     |
| 2 | 19:27  | Lancio del disco   |
| 3 | 20:10  | Salto in alto      |
| 4 | 20:15  | 800 metri          |
| 5 | 20:25  | 400 metri          |
| 6 | 20:35  | 1500 metri         |
| 7 | 21:10  | 110 metri ostacoli |
| 8 | 21:35  | 200 metri          |
| 9 | 21:45  | 3000 metri siepi   |

| # | Orario | Specialità             |
| - | ------ | ---------------------- |
| 1 | 18:30  | Getto del peso         |
| 2 | 19:45  | Salto con l'asta       |
| 3 | 20:05  | 400 metri ostacoli     |
| 4 | 20:45  | 100 metri              |
| 5 | 20:55  | 3000 metri             |
| 6 | 21:00  | Lancio del giavellotto |
| 7 | 21:05  | Salto triplo           |
| 8 | 21:20  | 800 metri              |

     Specialità valide per la Diamond League

## Risultati
Di seguito i primi tre classificati di ogni specialità.

### Uomini
| Specialità       |                   | Prestazione | 2º classificato         | Prestazione | 3º classificato         | Prestazione |
| 200 m            | Alonso Edward     | 20"10       | Christophe Lemaitre     | 20"24       | Churandy Martina        | 20"29       |
| 400 m            | Wayde van Niekerk | 44"12       | Machel Cedenio          | 44"34       | Bralon Taplin           | 44"38       |
| 800 m            | Alfred Kipketer   | 1'44"47     | Adam Kszczot            | 1'44"49     | Marcin Lewandowski      | 1'44"59     |
| 1500 m           | Ronald Kwemoi     | 3'30"49     | Elijah Motonei Manangoi | 3'31"19     | Taoufik Makhloufi       | 3'31"35     |
| 3000 m siepi     | Conseslus Kipruto | 8'08"11     | Paul Kipsiele Koech     | 8'08"32     | Barnabas Kipyego        | 8'09"13     |
| 110 m ostacoli   | Orlando Ortega    | 13"04       | Dimitri Bascou          | 13"12       | Pascal Martinot-Lagarde | 13"17       |
| Salto in alto    | Gianmarco Tamberi | 2.39 m      | Bohdan Bondarenko       | 2.37 m      | Majed Aldin Ghazal      | 2.34 m      |
| Salto in lungo   | Damar Forbes      | 8.23 m      | Fabrice Lapierre        | 8.21 m      | Xinglong Gao            | 8.00 m      |
| Lancio del disco | Piotr Małachowski | 65.57 m     | Daniel Ståhl            | 62.87 m     | Mauricio Ortega         | 62.27 m     |

     Atleti al primo posto della classifica di specialità

### Donne
| Specialità             |                      | Prestazione | 2º classificato         | Prestazione | 3º classificato     | Prestazione |
| 100 m                  | Dafne Schippers      | 10"94       | Veronica Campbell-Brown | 11"12       | Carina Horn         | 11"14       |
| 800 m                  | Caster Semenya       | 1'55"33 DLR | Francine Niyonsaba      | 1'56"24     | Eunice Sum          | 1'57"47     |
| 3000 m                 | Hellen Obiri         | 8'24"10     | Mercy Cherono           | 8'27"24     | Janet Kisa          | 8'28"29     |
| 400 m ostacoli         | Eilidh Doyle         | 54"09       | Cassandra Tate          | 54"63       | Sara Slott Petersen | 54"81       |
| Salto con l'asta       | Aikaterinī Stefanidī | 4.81 m      | Yarisley Silva          | 4.71 m      | Fabiana Murer       | 4.65 m      |
| Salto triplo           | Caterine Ibargüen    | 14.96 m     | Yulimar Rojas           | 14.64 m     | Kimberly Williams   | 14.47 m     |
| Getto del peso         | Valerie Adams        | 20.05 m     | Christina Schwanitz     | 19.81 m     | Michelle Carter     | 19.58 m     |
| Lancio del giavellotto | Taccjana Chaladovič  | 65.62 m     | Kathryn Mitchell        | 63.80 m     | Barbora Špotáková   | 63.34 m     |

     Atlete al primo posto della classifica di specialità